# Jaroslav Fiala (politik KSČ)
Jaroslav Fiala (13. dubna 1900, Osek – 2. května 1945, Terezín) byl funkcionář KSČ, který se stal jedním z nejvýznamnějších konfidentů německého gestapa. Počet komunistických odbojářů, kteří kvůli Fialově činnosti přišli o život, není možné přesně stanovit. Jde minimálně o desítky lidí, přičemž stovky dalších byly zatčeny.

## Život
Narodil se v Novém Oseku v rodině horníka Antona Fialy a jeho ženy Barbory Borkovcové. V roce 1934 studoval Fiala na Leninské škole v Moskvě. Byl aktivní v odboji, organizoval například zakázanou demonstraci horníků v Mostě, šířil protimilitaristickou propagandu, angažoval se ve vysílání dobrovolníků do španělských interbrigád.
K výslechu na Gestapu, při kterém byl zřejmě mučen, byl poprvé předvolán v květnu 1942 v Kladně. Poté se skrýval, (mimo jiné) ve staré důlní štole v Beřovicích nebo v hájovně v Říčanech. Pak se mu podařilo prosadit se do třetího ilegálního vedení KSČ. V únoru 1943 byl ale znovu zatčen v Pardubicích, kde se ke své ilegální činnosti přiznal a stal se konfidentem gestapa.
Svému příteli Josefu Molákovi pak například nabídl, že zajistí nové pasy českým parašutistům, kteří se do protektorátu dostali přes Polsko ze Sovětského svazu. Doklady však vyrobilo přímo gestapo, které tak získalo krycí jména i fotografie těchto mužů.
S blížícím se koncem války se Fiala pokusil přejít opět na stranu odboje, aby měl alibi pro budoucnost. V únoru 1945 varoval odbojáře před jinými konfidenty, což gestapu neuniklo.
Dne 2. května 1945 (v době, kdy už byl Adolf Hitler mrtev a Rudá armáda již byla v Berlíně) bylo v Malé pevnosti v Terezíně (na rozkaz K. H. Franka) ještě popraveno 52 osob. Jednalo se o největší hromadnou popravu v této věznici pražského gestapa. Z 52 popravených bylo 51 vesměs mladých levicových odbojářů (většinou členů mládežnické odbojové organizace Předvoj a ilegální KSČ) a 52. zastřeleným byl konfident gestapa Jaroslav Fiala (pod komunistickým krycím jménem Jeřábek), který tak paradoxně zemřel spolu s mnohými těmi, na které donášel.

Některé z „obětí“ Jaroslava Fialy
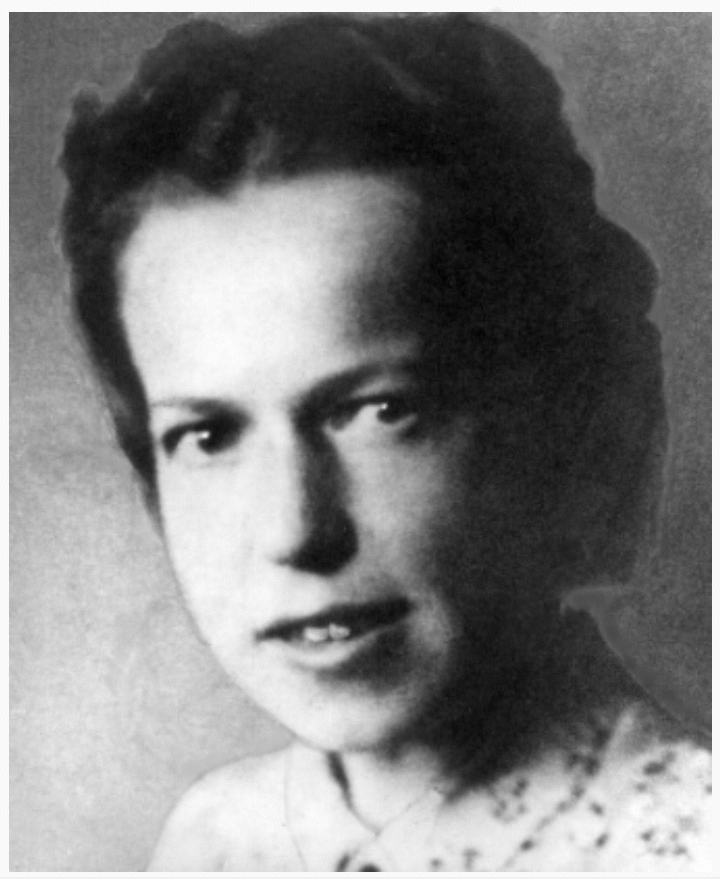
Josefa Fajmanová
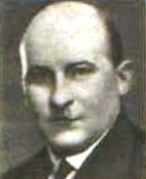
Josef Molák
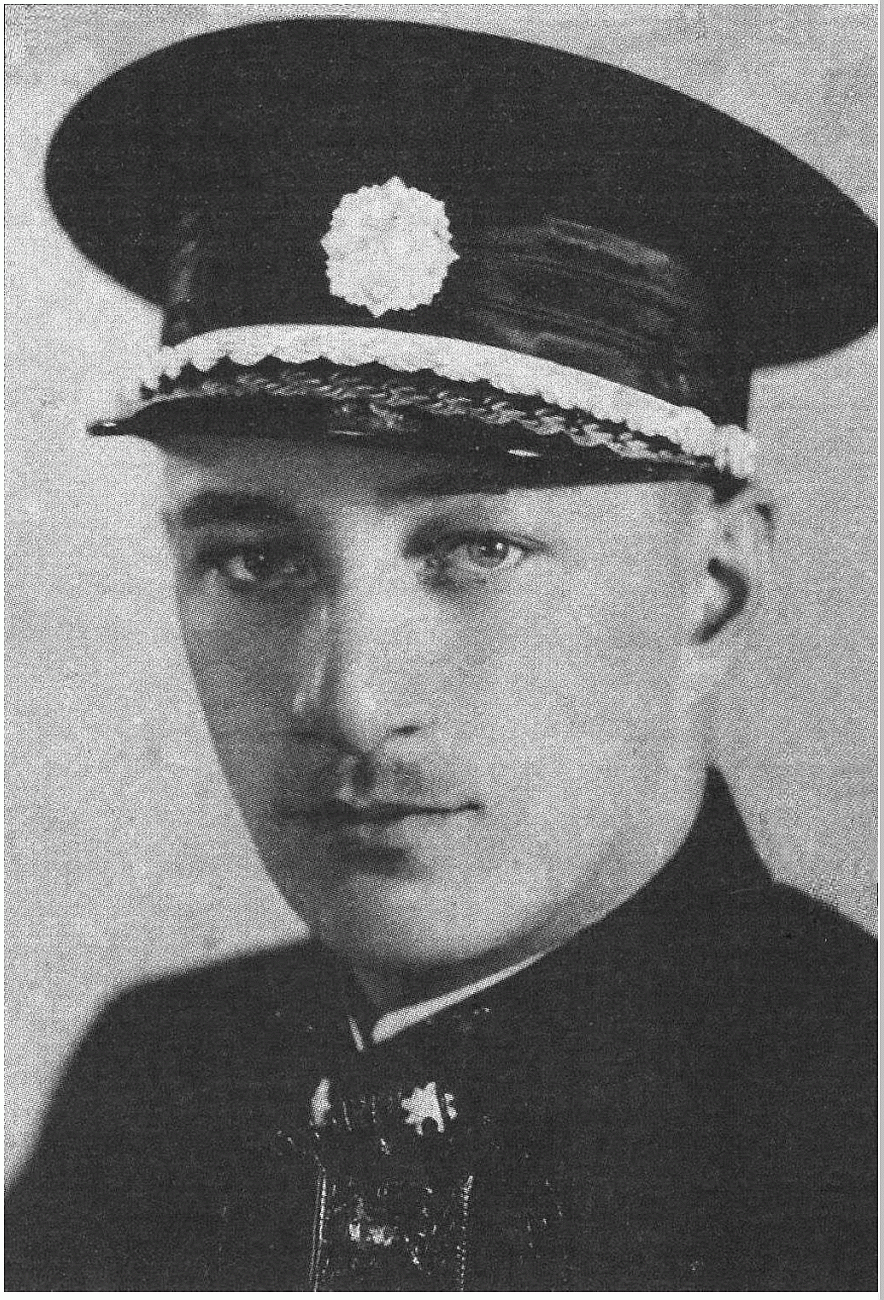
Josef Laštovička